# Michel Becker
Michel Becker (* 6. Juni 1895 in Köln; † 11. Dezember 1948 in Bedburg) war ein deutscher Schriftsteller.

## Leben
Michel Becker lebte in Kleve, später in Köln-Zollstock. Er starb auf Burg Etgendorf in Bedburg-Lipp. Sein Werk besteht vorwiegend aus Theaterstücken, häufig mit katholischer Thematik. Daneben verfasste er Romane, Erzählungen und Gedichte.

## Werke
- Aufschrei. Köln 1919.
- Lösung. Cleve (Niederrhein) 1921.
- Vor Morgen. Essen 1921.
- Der Prolet. Frankfurt am M. 1923.
- Reinhard Johannes Sorge. Würzburg 1924.
- Jan van Werth. Berlin 1925.
- Die Lore unter den Pappeln. Rees a. Rh. 1925.
- Die neue Stadt. Breslau 1926.
- Das namenlose Spiel. Köln 1927.
- Drei kleine Sprechchöre. Mönchen-Gladbach 1930.
- Die Leute aus der Krötengasse. Köln 1930.
- Klingende Stunde. Habelschwerdt 1931.
- Die Magd Maria. Berlin 1931.
- Mariens Schwestern in der Zeit. Düsseldorf 1931.
- Neuland der Tat. Köln 1931.
- Der Psalm der Zeit. München 1931.
- Litanei der Zeit. München 1932.
- Der Prophet. München 1932.
- Volk. München 1932.
- Ein Weg. Bonn 1932.
- Weihnachtsopfer. München 1932.
- Die kommende Zunft. München 1933.
- Lohendes Feuer. München 1933.
- Mägde und Mütter. München 1933.
- Der neue Dom. München 1933.
- Wallfahrt zum Kreuz. München 1933.
- Aussaat Gottes. Köln 1934.
- Der Schmied von Zons. Nievenheim 1934.
- Das Spiel des Volkes. München 1934.
- Sterne und Gassen. Paderborn 1934.
- Der Trommler Gottes. Paderborn 1934.
- Heiliger Advent. Düsseldorf 1935.
- Hein Wiesing. Innsbruck [u. a.] 1935.
- Junges Geschlecht. Frankfurt a. M. 1935.
- Das Mädchen Elisabeth. Paderborn 1935.
- Das Spiel vom reichen Bettler Franz. Frankfurt a. M. 1935.
- Der Wächter von Zons. Nievenheim 1935.
- Carl Mosterts zum Gedächtnis. Düsseldorf 1936 (zusammen mit Ludwig Wolker und Franz Johannes Weinrich).
- Der Freiheitsbaum von Zons. Nievenheim 1936.
- Unsere liebe Fraue im Advent. Frankfurt am Main 1937.
- Der Weg einer Frau. Paderborn 1937.
- Der ewige Dom. Trier 1938.
- Das Herrgottstal. Trier 1938.
- Yolanda. Paderborn 1938.
- Kleine Symphonie. Paderborn 1939.
- Regin und Christopher. Paderborn 1939.
- Tage einer Greisin. Paderborn 1940.
- Die neue Zunft. Tettnang/Württ. 1945.
- Die Heilige in unserer Zeit. Bonn 1946.
- Lied im Herbst. Tettnang 1946.
- Heerfahrt der Neuen. München 1947.
- Der Tor des Herrn. München 1947.
- Der Knecht Mariens. Steinfeld-Eifel 1949.
- Orgel des Herzens. Trier 1949.

## Herausgeberschaft
- Das Rheinlandbuch. Leipzig 1924.